# Verbo (revista)
|  | No s'ha de confondre amb Verbo, Cuadernos Literarios. |

Verbo és una revista en castellà fundada per Juan Vallet de Goytisolo i Eugenio Vegas Latapie l'any 1962, publicada a Madrid. S'autodefineix com a una "revista de formació cívica i d'acció cultural, segons el dret natural i cristià" i ha sigut descrita com a afí a l'integrisme catòlic.
De sensibilitat tradicionalista, es reivindica com al continuador d’Acción Española. L'historiador Pedro Carlos González Cuevas, especialista de la dreta i del conservadorisme, afirma qu'esdevingué "l'òrgan doctrinal de l'integrisme catòlic espanyol". Antonio Rivera Blanco i Javier Muñoz Soro vinculen la revista al corrent teo-conservador, "el més extremista" de la dreta espanyola.
El seu director actual és Miguel Ayuso.